# Манол Петров
Манол Петров, с псевдоним Моно Петра, е български художник, който работи в сферата на живописта и скулптурата.

## Биография и творчество
Манол Петров е роден на 7 април 1973 г. в Панагюрище, България. Син на дисидента Петър Манолов. През 1989 г. семейството му е изселено от България. Установяват се в Париж, където той учи изкуство в Лицея „Жан-Пиер Вернан“ (lycée Jean-Pierre Vernant) в Севър. През 1990 г. се представя с псевдонима Моно Петра, взет от стихотворение на Петър Манолов за едноименния нос в Черно море, близо до Иракли.
Автор на емблематичната изложба „Патриарси и проститутки“, представена през 1995 г. в СГХГ – София. Според изкуствоведа Димитър Г. Димитров (директор на СГХГ 1990 – 1999) Моно Петра е представител на „Новите диви“ – експресионистично движение, зародило се в Германия през края на XX век. Патриарсите, изобразени върху амбалажна хартия, изрисувани с маслени пастели, си кореспондират с проститутките, изобразени на големи маслени платна.